# Filipos

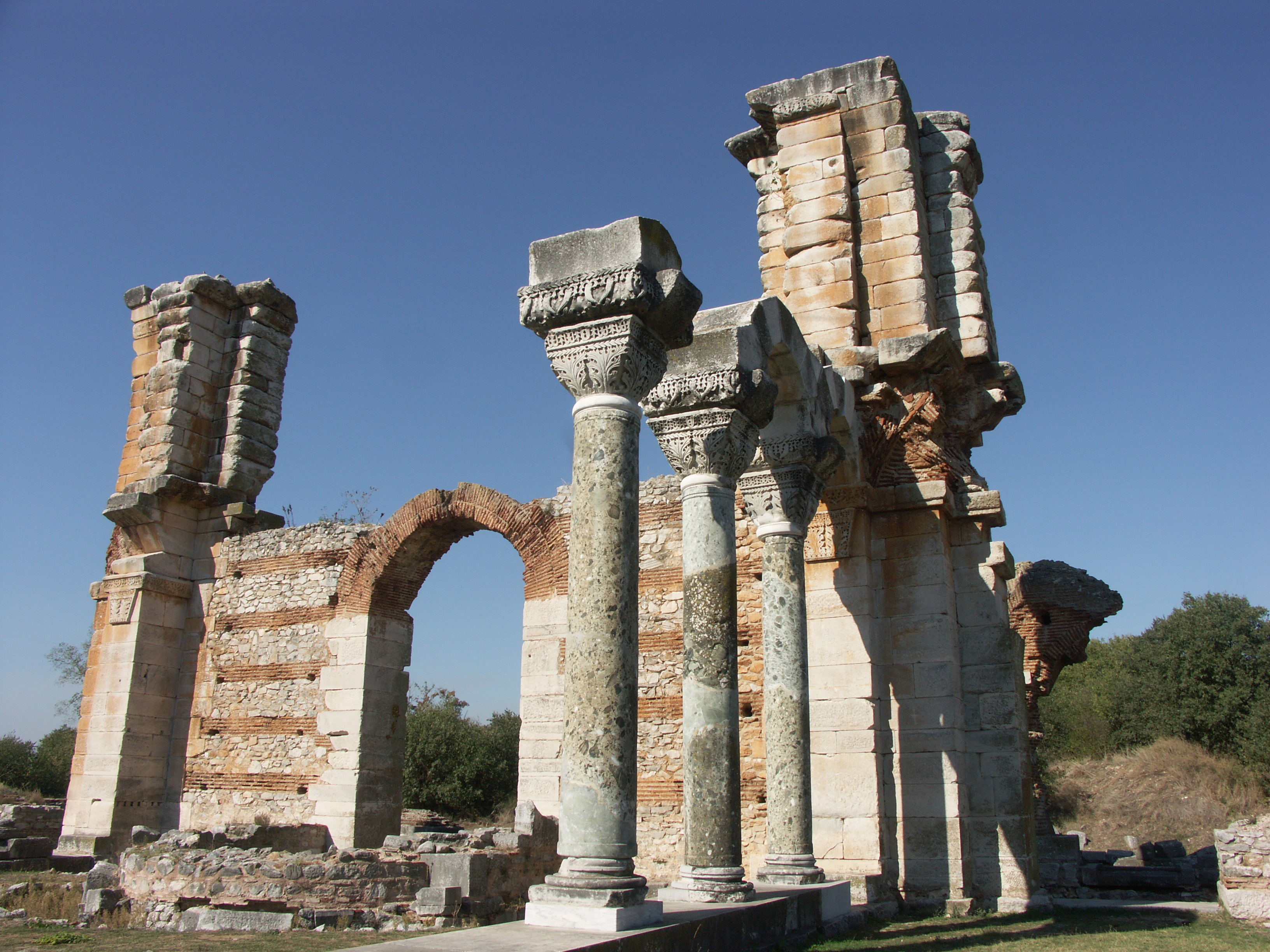
Basílica da era romana

Filipos (em grego: Φίλιπποι; romaniz.: Philippoi) foi uma cidade importante do Império Romano, considerada uma porta de entrada da Europa em relação aos visitantes provenientes da Ásia. Era Localizada no leste da antiga província da Macedônia, a 13 km do mar Egeu, no topo de uma colina. Abaixo dela estavam o rio Gangites e a via Egnácia, que ligava a Europa e a Ásia.
Foi inscrito como Patrimônio Mundial da UNESCO em 2016 por "constituir um testemunho excepcional do início do estabelecimento do Cristianismo".

## História
Sua origem remonta aos trácios, povo conquistado em 358 a.C. pelo rei Filipe II da Macedônia. A cidade recebeu esse nome em homenagem ao seu conquistador. Em 108 a.C. passou ao controle romano. Em 42 a.C., foi palco da batalha de Marco Antônio e Otávio, que buscavam vingar a morte de Júlio César, contra Bruto e Cássio - da qual o poeta Horácio diz ter participado (Ode 2.7. v. 2 e 9-16). Nove anos depois, Otávio, futuro Augusto, venceu Marco Antônio e Cleópatra. 
Os veteranos dessas batalhas instalaram-se em Filipos, e a cidade acabou ganhando status de colônia romana (Colônia Júlia Augusta Filipense; em latim: Colonia Iulia Augusta Philippensis) e o Ius Italicum, o que a tornava uma réplica menor de Roma. Seus cidadãos tinham cidadania romana e possuíam inclusive direitos de propriedade equivalentes aos de uma terra em solo italiano. Os oficiais políticos eram descendentes dos soldados romanos, o que reforçava ainda mais o caráter latino da cidade, refletindo também seu pensamento e religião. Eram frequentes os cultos às divindades romanas, como Júpiter, Juno e Marte, e aos antigos deuses itálicos. As divindades gregas não tinham muito destaque. Persistia porém a adoração a deuses trácios.